# ليا أوبراين
ليا أوبراين (بالإنجليزية: Leah O'Brien)‏ هي لاعبة كرة لينة أمريكية، ولدت في 9 سبتمبر 1974 في غاردين غروفي في الولايات المتحدة.

## وصلات خارجية
- ليا أوبراين على موقع أوليمبيديا (الإنجليزية)